# Vụ cướp 8 triệu USD tại Sơn Tây, Trung Quốc
Vụ cướp 8 triệu USD tại Sơn Tây, Trung Quốc xảy ra vào tháng 11 năm 2011. Đây được coi là vụ cướp gây chấn động lớn nhất Trung Quốc. Vụ việc khiến nhiều quan chức cao cấp của tỉnh Sơn Tây bị cách chức hoặc điều tra.
.

## Diễn biến
Tháng 11 năm 2011, hai tên cướp đã đột nhập nhà ông Bạch Bồi Trung, Chủ tịch Công ty than Sơn Tây, dùng hung khí ép vợ ông mở két sắt lấy tiền mặt, vàng, đồ trang sức cùng một chiếc xe Audi.
Điều bất thường là cả nạn nhân và cảnh sát đều rất kín tiếng trong vụ việc.

## Điều tra
Rất nhanh chóng, chỉ vài ngày sau vụ cướp, cảnh sát đã bắt được 2 tên cướp. Quá trình truy tìm, thẩm vấn 2 tên này đều được giữ kín
Cuối tháng 11 tòa án Thái Nguyên đã xử vụ việc. Theo kết luận của tòa án, số tài sản bị cướp của Bạch Bồi Trung trị giá tổng cộng 10 triệu nhân dân tệ (hơn 1,6 triệu USD). Tuy nhiên, sau phiên xử, ban điều tra của Ủy ban Kỷ luật và Kiểm tra trung ương (CCDI) đã phát hiện 2 tên cướp khai với cảnh sát rằng tài sản họ lấy được có tổng trị giá lên tới khoảng 50 triệu nhân dân tệ tức khoảng 8 triệu USD.
Bao gồm 6 triệu nhân dân tệ tiền mặt, trong đó có tiền Hồng Kông 270.000 USD, 3 triệu euro và 8 kg vàng thỏi, nhiều nhẫn kim cương, đồng hồ đắt tiền, dây chuyền và một số món đồ cổ..

### Lộ án
Trước nguy cơ về số tài sản quá lớn bị lộ gây sự điều tra về tội tham nhũng, ông Bạch đã cầu cứu Phó bí thư Kim Đạo Minh. Ông Minh chỉ đạo Giám đốc Sở Cảnh sát Thái Nguyên Tô Hạo để ông này âm thầm xử lý êm thấm vụ việc 
Tuy nhiên có một số thông tin khiến vụ việc của ông Bạch bị rò rỉ. Nhiều cựu quan chức cấp cao ở Sơn Tây phẫn nộ và tố cáo Phó bí thư Kim lên CCDI.

## Hệ quả
Chính sự mờ ám trong vụ này dẫn đến một cuộc điều tra sâu rộng, hệ quả đã làm ông Bạch Bồi Trung bị cách chức, Phó bí thư Sơn Tây Kim Đạo Minh và một số nhân vật cấp cao khác bị điều tra..